# 新潟県道561号弥彦岩室線
新潟県道561号弥彦岩室線（にいがたけんどう561ごう やひこいわむろせん）は、新潟県西蒲原郡弥彦村から長岡市を経由して新潟市西蒲区に至る一般県道である。

## 概要

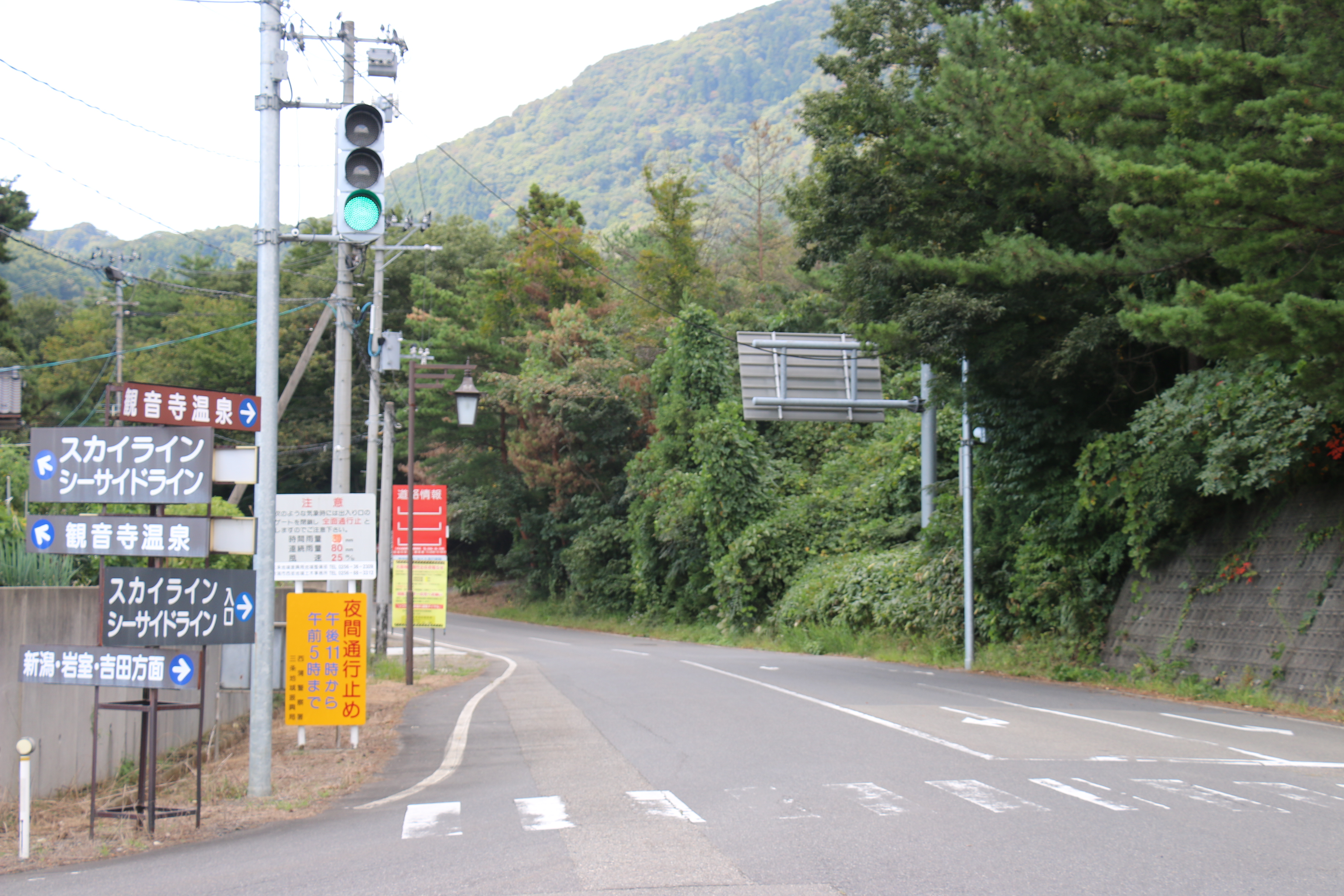
起点のスカイライン入口交差点

通称 弥彦山スカイライン（やひこやまスカイライン）。雨乞山、弥彦山、多宝山の山腹を縫うように走破する。
総工費約17億円をかけて1970年（昭和45年）4月に開通した観光道路である。当初は新潟県企業局が管理する有料道路（一般自動車道）として開通したが、1981年（昭和56年）4月1日から一般県道として無料開放された。現在、新潟県内には高速道路を除けば有料道路は存在しないが、弥彦山スカイラインは県企業局が管理する初の有料道路だった。
沿線は日本海、佐渡島、越後平野など、風光明媚な眺望が楽しめることで知られ、新緑や紅葉の時期の美しさは県下有数。連続するヘアピンカーブで急勾配を登り下りする九十九折の名所「だいろ坂」は、沿線最大の難所として知られる。

### 路線データ
- 起点：西蒲原郡弥彦村大字弥彦字熊ケ谷（スカイライン入口交差点 = 新潟県道2号新潟寺泊線交点）
- 終点：新潟市西蒲区間瀬字福山（スカイライン間瀬口丁字路 = 新潟県道55号新潟五泉間瀬線交点）
- 路線延長：16.8km[1]

## 歴史
- 1970年（昭和45年）4月
有料道路「弥彦山スカイライン」が開通。
- 1981年（昭和56年）4月1日
弥彦山スカイラインが無料開放。一般県道弥彦岩室線（新潟県西蒲原郡弥彦村 - 同郡岩室村）として認定。
- 1990年代前半
県道番号付与。一般県道弥彦岩室線の県道番号は「561号」となる。
- 2007年（平成19年）4月1日
新潟市の政令指定都市移行に伴い、西蒲区岩室地区内の区間の管理業務が新潟県新潟地域振興局巻支局地域整備部（同日を以って管轄地域を新潟地域振興局に統合）から、新潟市土木部西部地域土木事務所、西蒲区建設課へ移管。

## 路線状況
弥彦山スカイラインは観光目的の道路であり、迂回ルートも多いことから、午後11時 - 午前5時は夜間通行止めとなる。また事故防止のため大型貨物車と二輪車は終日通行止め。さらに冬期間（おおむね12月1日 - 3月31日）は、凍結・積雪のため、起点から猿ヶ馬場ゲート（弥彦村大字麓）の間が通行止めとなる。

### 通称
- 弥彦山スカイライン

## 地理
本路線のルートとなる弥彦山（標高634m）は、新潟平野の西部の日本海沿岸に位置し、頂上には弥彦神社があるほか回転昇降展望塔「パノラマタワー」がある。弥彦山の西側山腹を通る道路から日本海を見下ろし水平線上に浮かぶ佐渡島を望むことができ、夜には漁火も見ることができる。

### 通過する自治体
- 新潟県
西蒲原郡弥彦村 - 長岡市 - 新潟市（西蒲区）- 西蒲原郡弥彦村 - 新潟市（西蒲区）

### 交差する道路
- 新潟県道2号新潟寺泊線（スカイライン入口（弥彦口）交差点、弥彦村弥彦）
- 新潟県道55号新潟五泉間瀬線（スカイライン間瀬口丁字路、新潟市西蒲区間瀬）